# BBC Radio 2
BBC Radio 2 è un'emittente radiofonica britannica che trasmette in tutto il mondo. Di proprietà della BBC, fu lanciata il 30 settembre 1967 ed è la stazione radiofonica più seguita nel Regno Unito.
Il palinsesto è incentrato sulla musica, in particolare la musica rock.
Nel Regno Unito trasmette sulle frequenze FM 88.1-90.2 MHz dagli studi della Western House, adiacenti alla Broadcasting House, nel cuore di Londra. Il segnale è irradiato anche via satellite e via Internet.

## Loghi

2007 - 2022
In uso dal 2022